# Ice Breaker
Az Ice Breaker (magyarul: „jégtörő”) egy szárazföldről, vízről, levegőből egyaránt bevethető robotrepülőgép, amelyet az izraeli RAFAEL cég fejleszt és gyárt. A fegyvert Sea Breaker néven először  2021-ben mutatták elsősorban haditengerészeti alkalmazást szem előtt tartva. Ez a változat szinte teljesen megegyezett az Ice Breakerrel, de egy indítórakétával is ellátták, hogy hajók fedélzetéről vagy szárazföldről is kilőhető legyen. 
Az Ice Breaker már levegőből is indítható, hatótávolsága pedig eléri a 300 kilométert. Első sorban terepfelismerő (TERCOM)  és zavar-védett GPS illetve INS navigációt alkalmaz, a végfázisban pedig infravörös kamera és  mesterséges intelligencia segítségével találja meg célpontját. Ennek az alapvetően elektrooptikára alapuló megoldásnak előnye, hogy a GPS navigáció erős zavarása esetén is képes célba juttatni 113 kg-os harci részét.
Az Ice Breaker tömege kevesebb, mint 400 kg és hangsebesség alatti tartományban közelít meg a célpontját. A fegyver alacsony észlelhetőségű, „lopakodó” kialakítással rendelkezik, megnehezítve az ellenséges légvédelem dolgát, amit a földfelszín közeli repülési profiljával tovább fokoz.  A robotrepülőgép folyamatos adatkapcsolatot tart fenn az indító repülőgéppel közvetítve az általa látott képet, így az indítás után is lehetőség van beavatkozni, új célt kiválasztani vagy manuálisan vezérelni a fegyvert. 
Az Ice Breaker számos komponense megegyezik a SPICE bombacsalád elemeivel, így a gyártó állítása szerint minden olyan repülőgép, amely képes bevetni a SPICE bombákat, az gép az Ice Breakert is képes indítani.
2024 februárjában a RAFAEL vállalat bejelentette, hogy meg van az Ice Breaker első vásárlója, de azt nem nevesítette.

## Hasonló robotrepülőgépek
- Naval Strike Missile / Joint Strike Missile – norvég-amerikai szárazföldről, vízről, levegőből egyaránt bevethető alacsony észlelhetőségű robotrepülőgép, amely szintén infravörös elektrooptikai rávezetést alkalmaz.